# International Association for the Study of Obesity
Die International Association for the Study of Obesity (IASO) (deutsch: "Internationale Vereinigung zur Erforschung von Adipositas") ist eine internationale Dachorganisation für Länderorganisationen zum Thema Übergewicht und Adipositas. Die IASO umfasst 51 Mitglieder aus 55 Ländern.
Mitglieder im deutschen Sprachraum:
- Deutschland: German Obesity Society
- Österreich: Austrian Obesity Association
- Schweiz: Swiss Association for the Study of Obesity

2002 schlossen sich die IASO und die "International Obesity TaskForce (IOTF)" zusammen, um als schlagkräftige Organisation global gegen die Adipositas-Epidemie vorzugehen.

## Weblink
- Offizielle Website